# Wie is het?
Wie is het? is een gezelschapsspel van spellenfabrikant MB.
Het spel wordt gespeeld met twee spelers. Iedere speler heeft een bord met 24 plaatjes (bij reisversies 20 plaatjes) van portretten van personen die naar beneden geklapt kunnen worden. De personen op de kaartjes hebben uiteenlopende kenmerken. Van ieder kenmerk zijn er meerdere te vinden op het bord (bijvoorbeeld een paar mensen met bril, een paar met rood haar, een paar met een snor, etc.) maar uiteindelijk zijn alle plaatjes uniek. Onder de portretten staat de naam van de personen. Bij modernere versies staan de plaatjes op het bord zelf, onder de klepjes. Er zitten dan verschillende vellen met plaatjes bij het spel, die op het bord kunnen worden geplaatst, zodat men met meerdere thema's kan spelen, zoals bv. dieren of tekenfilmfiguren. Het spel blijft ondanks dat hetzelfde. Het spel is ontworpen door het Nederlands/Israëlische bedrijf Theora Design. Het is in 1979 uitgebracht in Nieuw-Zeeland, het Verenigd Koninkrijk, Griekenland, Spanje, Frankrijk en Nederland.

## Spelverloop
Voorafgaand aan het spel wordt er door beide spelers, buiten het zicht van de tegenspeler, een kaart getrokken met een portret dat overeenkomt met een van de plaatjes op het klapbord. Er kan ook aan tegenspeler worden gevraagd om de ogen dicht te doen en deze weer te openen na het trekken van de kaart. Deze kaart dient met de afbeelding naar de speler in de gleuf voorop het klapbord te worden geplaatst. Bij modernere versies selecteert men een personage uit de bovenste twee rijen op het bord. Dit figuur zal in de loop van het spel de identiteit zijn van de speler. Het doel van het spel is om de identiteit van je tegenspeler te ontmaskeren. Dit wordt gedaan door om en om gesloten vragen te stellen over het personage (de tegenspeler mag alleen met 'ja' of 'nee' antwoorden). Door middel van het klapbord kan hij de personen elimineren die niet aan de kenmerken voldoen. Zo wordt de kans om de identiteit van de tegenspeler te raden vele malen groter.
Voorbeeld:
- Speler 1: "Heeft jouw personage blond haar?"
- Speler 2: "Ja"

Speler 1 kan alle personages op zijn/haar bord zonder blond haar naar beneden klappen, zodat de figuren met blond haar overblijven.
- Speler 2: "Heeft jouw personage een bril?"
- Speler 1: "Nee"

Speler 2 kan nu alle personages op zijn/haar bord met bril naar beneden klappen.
Hoe meer informatie een speler over de identiteit van de tegenstander weet, hoe gemakkelijker hij kan gokken tussen de overgebleven personages. Denkt een speler de identiteit van de tegenstander te weten, dan kan hij vragen "Ben je (naam persoon)?". Is het goed, dan heeft hij gewonnen. Is het antwoord fout, dan gaat de beurt over naar de tegenstander. Het betreffende personage dient hierbij te worden omgeklapt. Iedere beurt mag een speler slechts eenmaal iets vragen aan de tegenstander. Het is dus slim om in één keer zo veel mogelijk figuren weg te spelen op het bord.
Een ronde is afgelopen wanneer het personage van een speler is ontmaskerd. De uiteindelijke winnaar is de persoon die vijf keer het personage van zijn tegenstander heeft geraden.

## Logica
Een gebruikelijke strategie bij het spel is telkens een vraag stellen die voor ongeveer de helft van de resterende plaatjes met "Ja" beantwoord moet worden. Ongeacht of er een "Ja" of "Nee" volgt kan een speler met die informatie het aantal mogelijkheden halveren. Wie zo te werk gaat, heeft na één vraag nog twaalf plaatjes over, na twee vragen zes, na drie vragen drie en na vier vragen nog één of twee. Na vijf beurten weet je dan met zekerheid het antwoord op de vraag: "Wie is het?" Met enkelvoudige kenmerken is dat niet altijd haalbaar. Door gebruik te maken van Propositielogica en samengestelde condities, is het mogelijk om telkens op de gewenste halvering uit te komen.
Voorbeeld:
- Speler 1: "Heeft jouw personage geen bril én een baard?"
- Speler 2: "Ja"

Speler 1 kan alle personages op zijn/haar bord die een bril dragen of geen baard hebben (of allebei) naar beneden klappen. Was het antwoord "Nee" geweest, dan zou hij/zij alle personages die wel een baard hebben maar juist geen bril moeten laten afvallen.
In de praktijk van het spel wordt dit type vragen vaak opgevat als te complex. Niet elke speler – "Wie is het?" is bedoeld voor spelers vanaf zes jaar – is in staat om de Wetten van De Morgan goed toe te passen. Bovendien worden soortgelijke vragen met een logische "of" vaak beschouwd als niet te beantwoorden met "Ja" of "Nee", zoals bij "Wil je koffie of thee?" Strikt logisch gezien kan ook die vraag met "Ja" worden beantwoord.

## Trivia
Het oorspronkelijke spel was volgens de informatie op de doos geschikt voor spelers van 7 t/m 70 jaar. Nieuwere edities spreken alleen van een ondergrens in leeftijd: 6+. 